# 粒子状物質
| | 呼吸器疾患 | 心血管疾患 | 全死因 |
| --- | ---------- | ---------- | ------ |
| PM10濃度 +10µg/m³あたり 1日当たり死亡率の増加率                                                                      | +1.3 %     | +0.9 %     | +0.6 % |
| 出典:WHO メタアナリシス, 2005。 PM2.5に関しては、必要な研究データが不足しているため メタアナリシスは行われていない。 |            |            |        |

粒子状物質の分類（マイクロメートル）

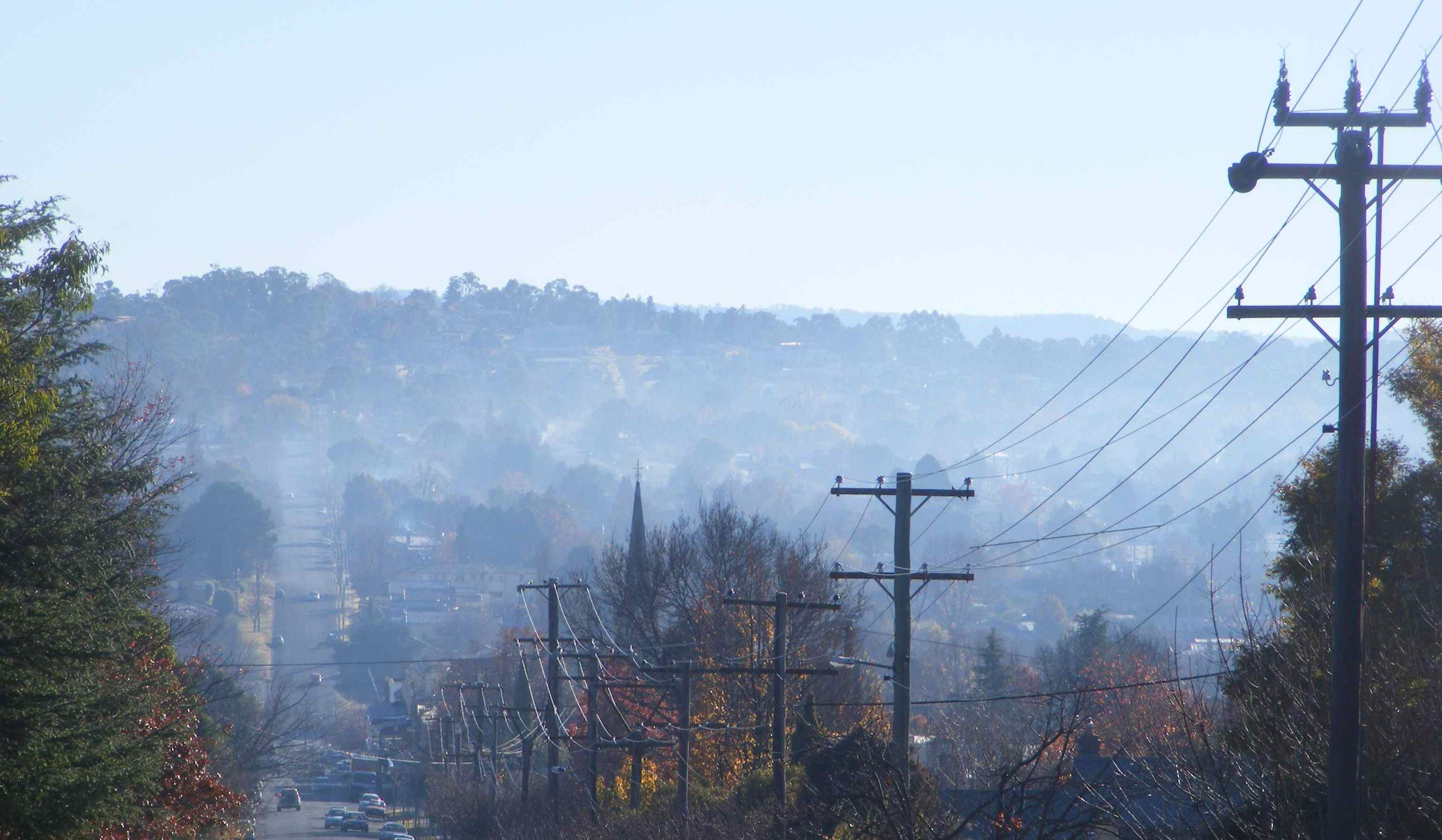
粒子状物質を含んだ煙が街に広がり、大気汚染を引き起こしている。2011年5月、オーストラリア。

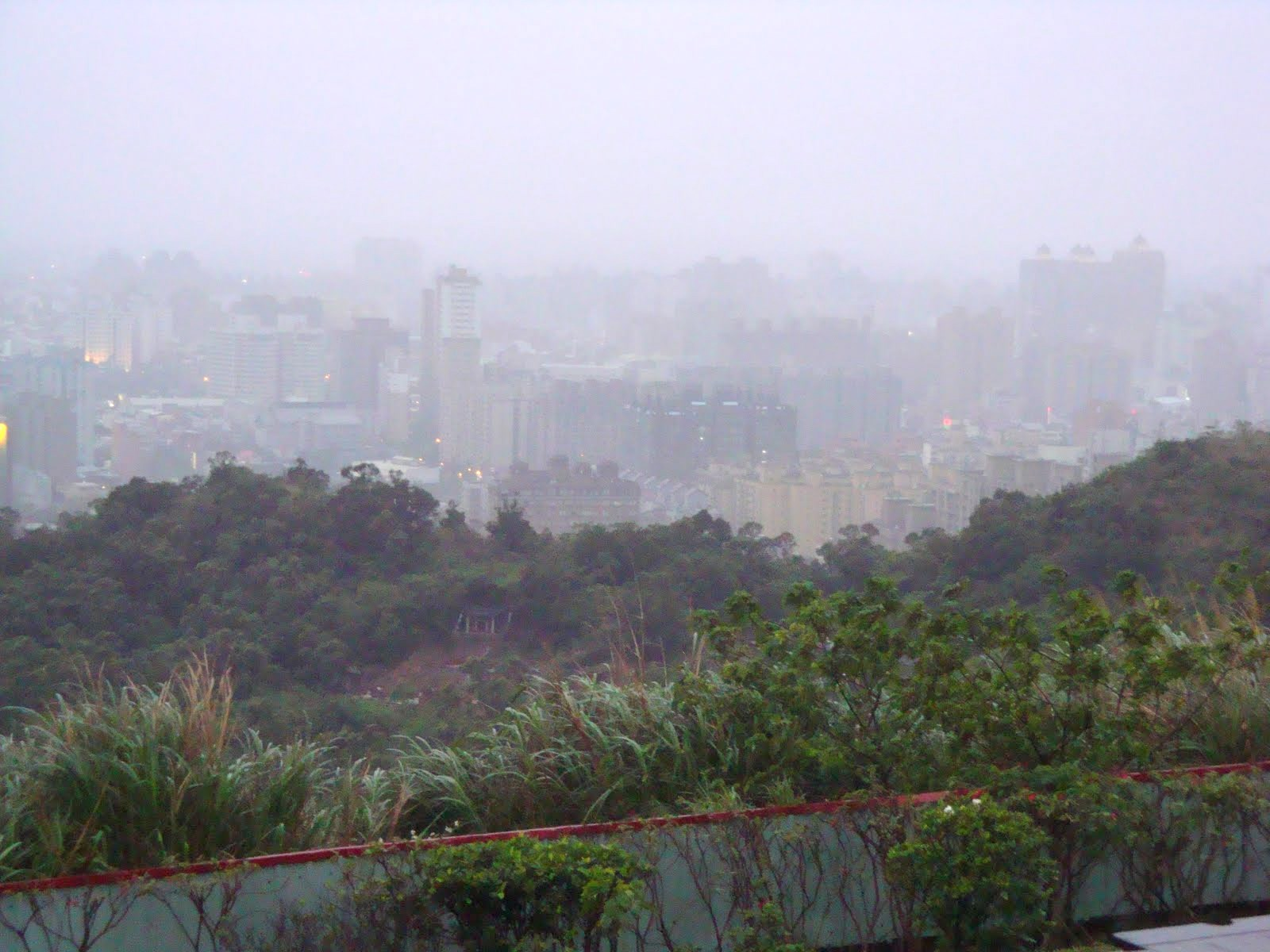
粒子状物質を含んだ濃い煙霧（スモッグ）、2010年4月、台湾。東アジアでは黄砂や人為的活動由来の煙霧の国境を超えた汚染（越境汚染）が深刻化・問題化している。

粒子状物質（りゅうしじょうぶっしつ、英: particulate matter, particulates）とは、マイクロメートル (µm) の大きさの固体や液体の微粒子のことをいう。主に、風で舞い上がった土壌粒子（黄砂など）、工場や建設現場で生じる粉塵のほか、燃焼で生じた煤や排出ガス、石油からの揮発成分が大気中で変質してできる粒子などからなる。粒子状物質という呼び方は、これらを大気汚染物質として扱うときに用いる。
粒子状物質は主に人の呼吸器系に沈着して健康に影響を及ぼす。粒子の大きさによって、体内での挙動や健康影響は異なる。その影響度を推し量る測定基準として、大きさにより分類したPM10やPM2.5（日本では微小粒子状物質とも言う）、日本では浮遊粒子状物質などの指標が考案された。疫学的には、粒子状物質の濃度が高いほど呼吸器疾患や心疾患による死亡率が高くなるという有力な報告がある。また、PM10や浮遊粒子状物質よりもPM2.5のほうが健康影響との相関性が高い。これらに基づきアメリカ合衆国や欧州連合 (EU)、次いで世界保健機関 (WHO)、これに続けて世界各国が、PM10やPM2.5濃度の基準値を定めている。
先進国の一部地域ではWHO指針値に近いレベルまで削減させる事に成功している一方、途上国では家庭での薪の使用に加えて都市部で自動車の使用が増大して汚染が深刻化する傾向にあり、1990 - 1995年の時点で途上国の年平均濃度は先進国の3.5倍である。WHOは、PM10の濃度を70 µg/m³から30 µg/m³に減らすことができれば、世界の大気汚染に関連する死亡者年間330万人を15 %減らせるだろうとしている。

## 分類

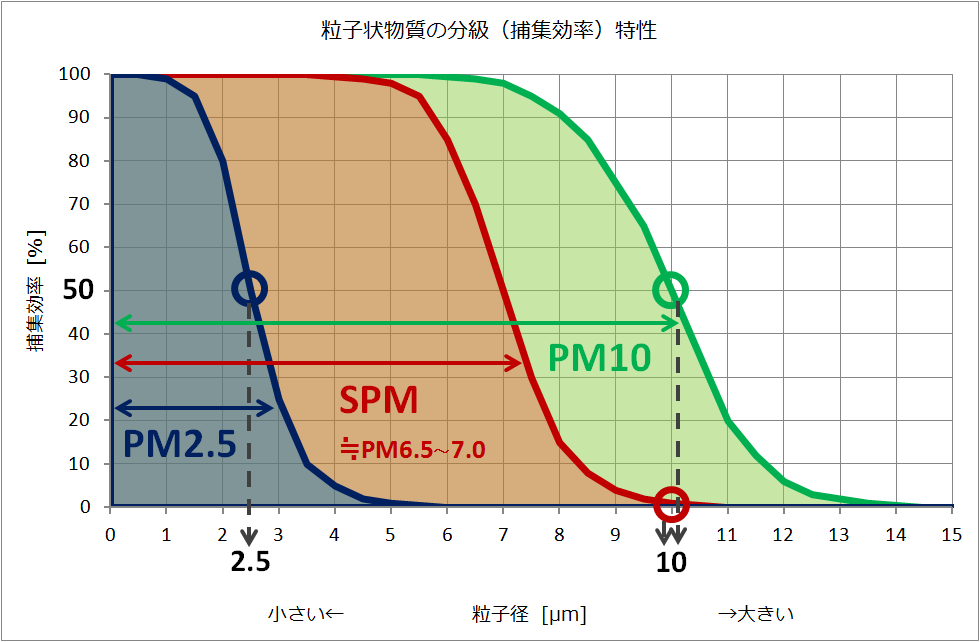
PM10, SPM, PM2.5の分級（捕集効率）特性。SPMはPM6.5 - 7.0に相当する。

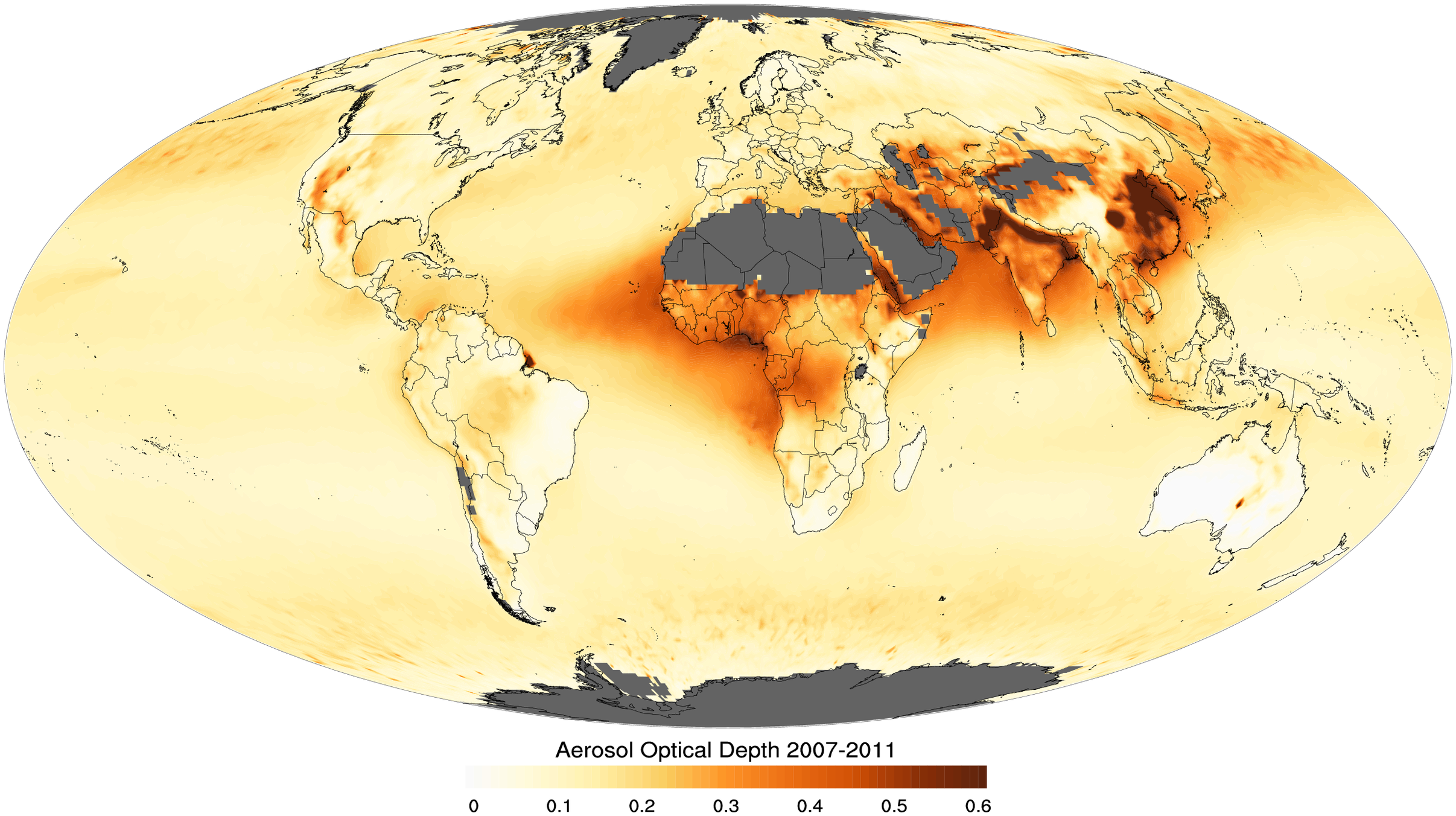
衛星レーダー観測による世界のエアロゾルの光学的厚さ。粒子状物質の分布に近いが、µmより大きな粒子や小さな粒子も含む。Terra衛星、2007-2011年。

粒子状物質は、一般的には大気汚染の原因となる微粒子全般をいう。大きさや生成過程、各国の法令など、いくつかの分類がある。

### 粒子径での分類
大きさを示すマイクロメートル単位での値を付してPM10、PM2.5などが定義されている。学術文献では下付き添字でPM10、PM2.5のように書く。数字の意味について、普通、粒子径（空気動力学径、以下同）○○µm以下（WHOの定義では「○○µm未満」）の微粒子などと説明されるが、ある粒子径以下の微粒子を完全に捕集することは困難であるという測定技術の都合から、厳密には質量中央径 MMD または粒子数中央径 CMD が○○µm以下の微粒子をいう。例えばPM10は、粒子径10µmで50%の捕集効率（ろ過効率）をもつフィルターを通して採集された、粒子径の異なる微粒子のまとまりのことであり、サンプル空気の中の10µmの微粒子の半分が含まれている。また、PM10はPM2.5を含んでいる（含有率は、例えば北米では40-90%である。）環境基準値として用いられる濃度（単位：マイクログラム毎立方メートル µg/m³）は、こうして採集された粒子径の異なる微粒子のまとまりを計量した値である。
環境基準が設定され始めた当初は黒煙や総浮遊粒子状物質 (TSP) などの基準値が採用されていた。例えば、アメリカで1971年に設定された最初の環境基準ではTSPの基準値だけが設定されていた。しかし、TSPはほとんど人が吸入しない数十µmの大きな微粒子が含まれていたので、人が吸入するようなより小さな微粒子へと焦点を移し、PM10やPM2.5が新たな基準として採用されている。この点で日本では、1972年に設定された最初の環境基準がSPM（≒PM6.5 - 7.0）であり、当初から小さな微粒子を採用していたものの、PM2.5に関しては環境基準の設定が遅く、世界で採用され始めた1997年から12年経った2009年にようやく設定されている。

#### PM10
大気中に浮遊する微粒子のうち、粒子径が概ね10µm以下のもの。粒子径10µmで50%の捕集効率をもつ分粒装置を透過する微粒子。1987年にアメリカで初めて環境基準が設定され、以降世界の多くの地域で採用されて、大気汚染の指標として広く用いられている。日本では、PM10は環境基準に採用されておらず、代わりに浮遊粒子状物質が採用されている。

#### PM2.5（微小粒子状物質）

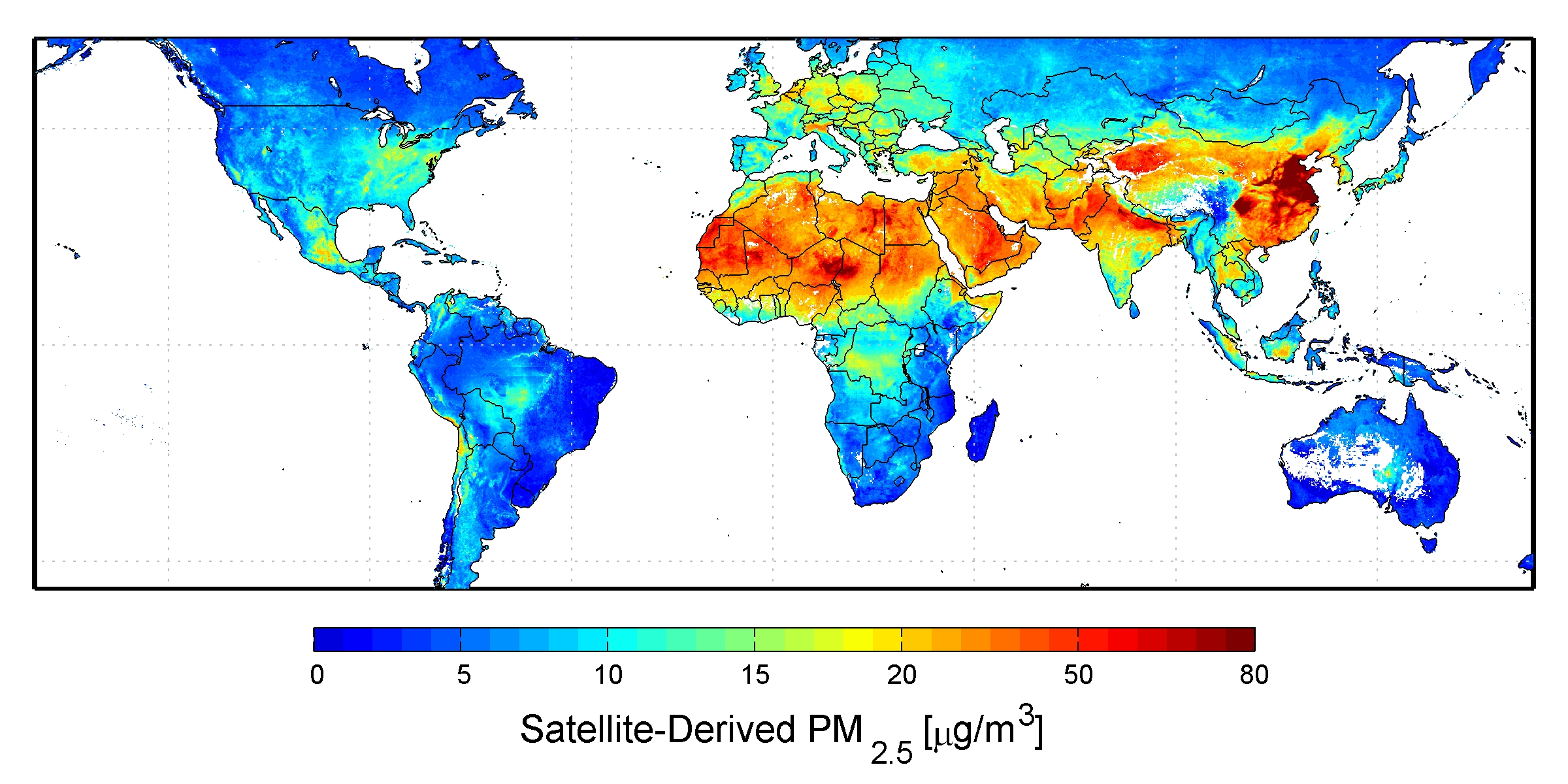
世界のPM2.5濃度の分布、2001-2006年、NASA。

大気中に浮遊する微粒子のうち、粒子径が概ね2.5µm以下のもの。
粒子径2.5µmで50%の捕集効率をもつ分粒装置を透過する微粒子。日本では訳語として「微小粒子状物質」の語が充てられるが、日本以外では相当する熟語はなく、専らPM2.5と呼ぶ。PM10よりも微細な汚染物質となるので、呼吸器系など健康への悪影響が大きいと考えられている。また、粒子サイズが小さいので、長く大気中を浮遊していられるために、発生源から離れた場所でも汚染の影響を受けるという特徴も有する。
物の燃焼などによって直接排出されるものと、硫黄酸化物（SOx）、窒素酸化物（NOx）、揮発性有機化合物（VOC）等のガス状大気汚染物質が、主として環境大気中での化学反応により粒子化したものがある。発生源としては、ボイラー、焼却炉などのばい煙を発生する施設、コークス炉、鉱物の堆積場等の粉じんを発生する施設、自動車、船舶、航空機等、人為起源のもの、さらには、土壌、海洋、火山等の自然起源のものも含まれる。
PM2.5は、非常に粒子が細かいため人体内の肺胞の中に入り込み、炎症反応や血液中に混入するなどの恐れがある。アメリカ合衆国環境保護庁は、大気汚染が人体に及ぼす影響について、各地で行った調査報告を発表している。短期曝露による急性影響、長期曝露による慢性影響が、それぞれ死亡および呼吸器系疾患、循環器系疾患のリスクとどのように関係するか統計を取っている。
PM2.5は、1990年代にアメリカ合衆国で関心が高まり、1997年に初めて環境基準が設定されて以降、1990年代後半から採用され始め、世界の多くの地域でPM10と伴に大気汚染の指標となっている。

#### 超微小粒子
Ultrafine particle（）、日本では訳語として「超微小粒子」などと呼ばれる。PM0.1など。PM2.5よりもさらに1桁以上小さい、粒子径が概ね0.1µm以下（ナノメートルの大きさ）の微粒子を指す。PM2.5と比べて健康影響が大きいとされるが、研究途上にある。

### その他の分類

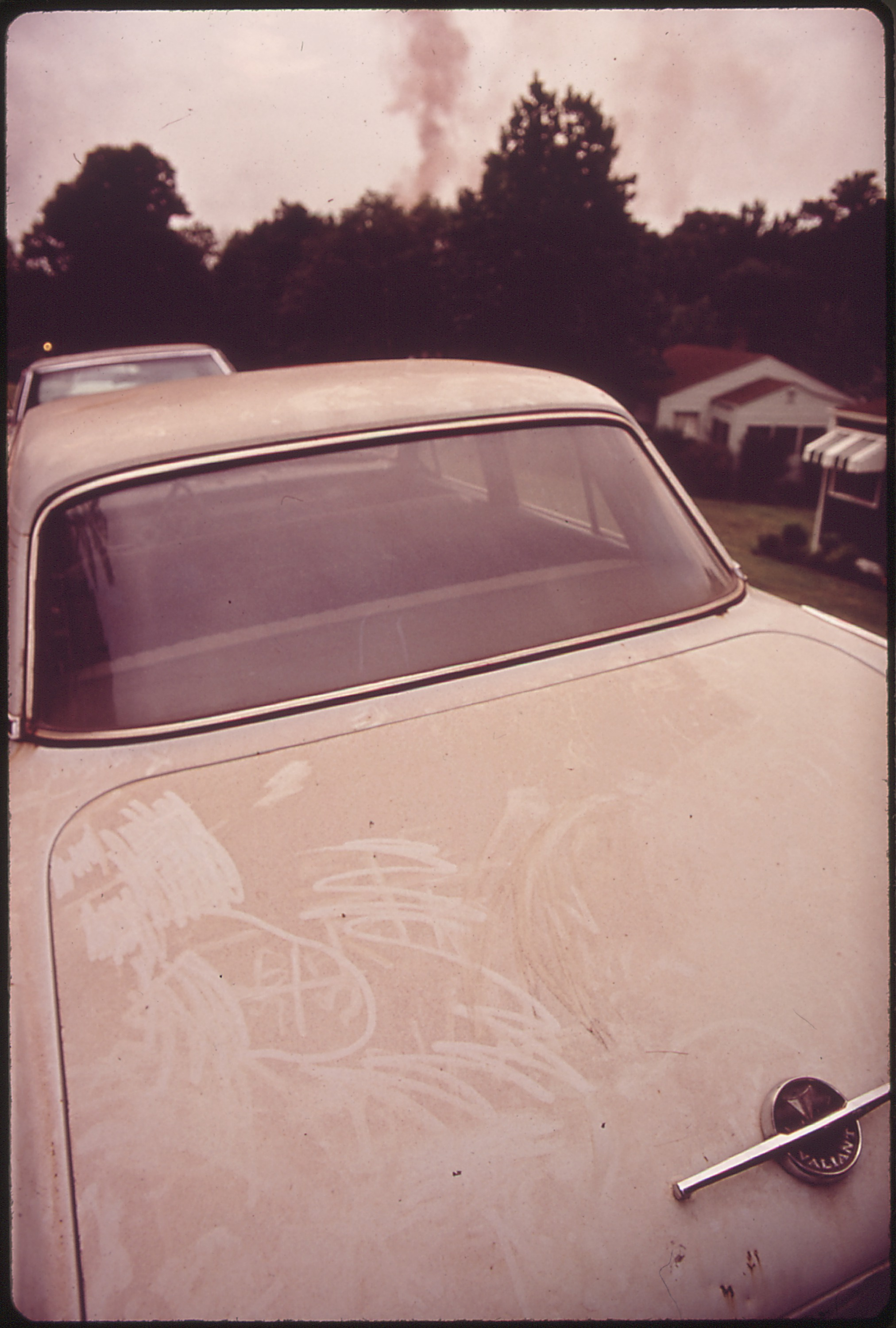
煤煙で汚れた自動車のボディー、1972年アメリカ。粒子径が大きなものは滞空時間が短く、比較的速く降下して堆積する。

#### ディーゼル排気微粒子
ディーゼル排気微粒子とは、ディーゼルエンジンの排気に含まれる微粒子である。(DEP または DPM）PM2.5の大部分を占めているという研究もある。DPFの採用によりディーゼル車の排気中の粒子状物質は大きく低減した。近年は直噴ガソリンエンジンからの粒子状物質も懸念されており、2017年には直噴ガソリン車およびディーゼル車からのPM2.5の排出実態の調査を行い、排気ガスによる大気環境影響について評価が行われた。

#### 吸入性粒子、吸入性粉塵
吸入性粒子、吸入性粉塵（RSP）とは、肺の奥に達して沈着する可能性のある微粒子。健康への影響の観点から定義したもの。5 µm以下の微粒子が主であるが、それより大きなものも重量や形状、（個人によって異なる）呼吸の速さによっては肺に到達しうる。例として、ISO 7708に定められている「吸入性粉塵」は「相対沈降径（空気動力学径）4 µmで50 %の捕集効率をもつ分粒装置を透過する粉塵」であり、日本の労働安全衛生法下の「作業環境測定基準」にも採用されている 。

##### 降下煤塵
大気中の微粒子のうち、粒子径が大きいので浮遊できずに降下・落下するもの。大気中を徐々に落下するものと、雨や雪などの降水に混じって落下するものとがある。

##### 大気エアロゾル粒子（浮遊粉塵）
気象学の用語では、大気中を浮遊する微粒子を大気エアロゾル粒子（浮遊粉塵）と言う。

#### 粗大粒子、微小粒子
粒子状物質の大きさによる性質の違いを考えるときは2 µmを境にして、それより大きなものを「粗大粒子」、小さなものを「微小粒子」という。比較的大きな重力を受ける粗大粒子は落下が相対的に速いが、微小粒子は重力の影響が小さく拡散も遅いので、雲核になって雲粒に取り込まれたり（レインアウト）降水に取り込まれたり（ウォッシュアウト）しないと、比較的長期の汚染や高濃度汚染を起こしやすい。ただし、「エイトケン粒子」と呼ばれる0.1 - 0.01 µmのレベルになると、速やかに凝集して粒子径の大きな微粒子に変化する傾向があり、寿命はむしろ短くなる。
マイクロメートルよりも大きな粒子はほとんどが浮遊せず、降下する。統一された用語ではないが、この大きさの粒子は「降下物」などと呼ぶことが多い。粉塵と呼ばれるものには、この大きさのものも含まれる。

### 生成過程による分類

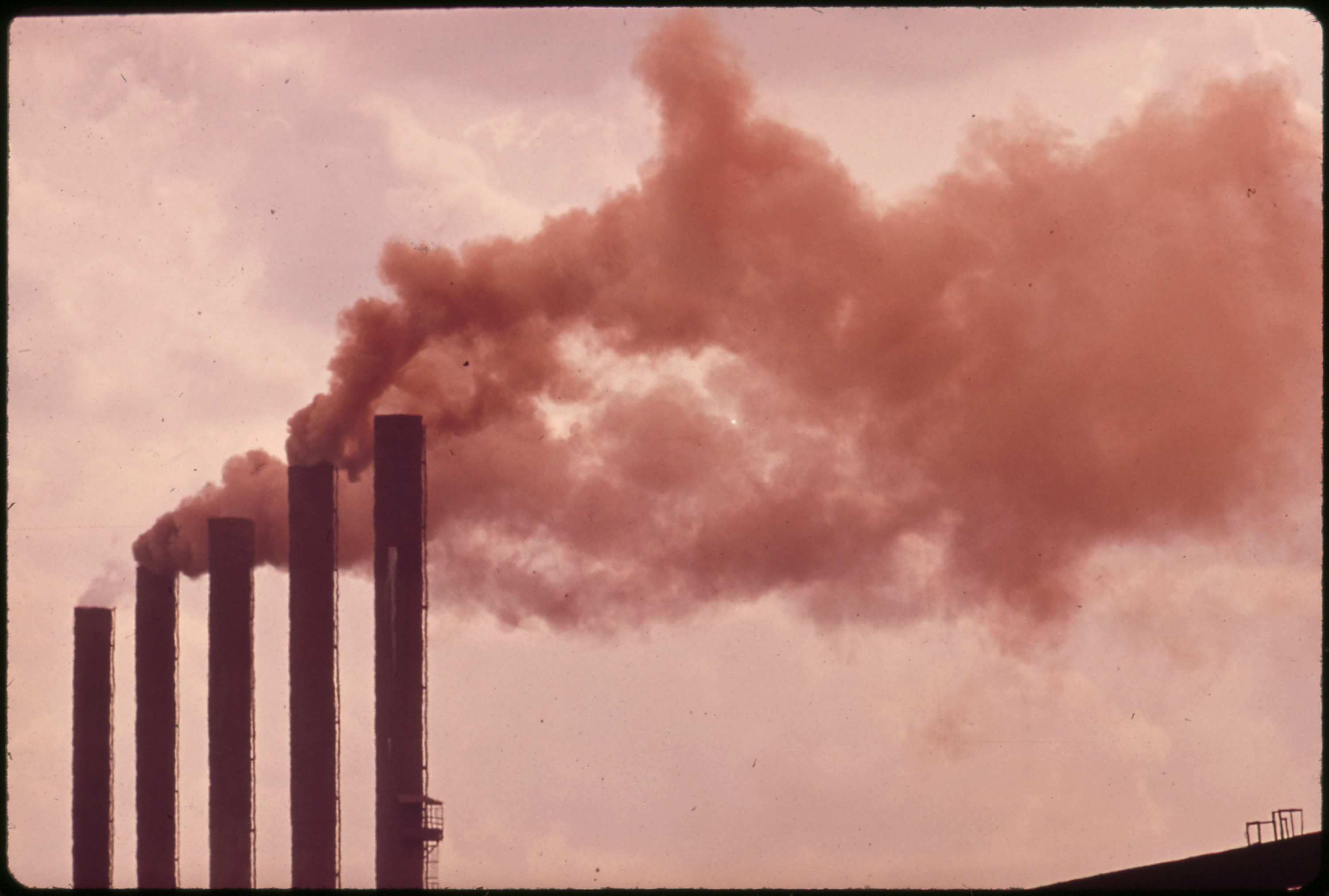
製鉄所からの黒い煤煙、1972年アメリカ。煤煙には一次粒子が多く含まれ、二次粒子のもととなる気体も含まれている。

#### 一次生成粒子
微粒子として直接大気中に放出されるものを一次生成粒子という。粗大粒子が多い。普通、滞空時間は数分から数時間で、数-数十kmを移動する。水溶性、吸湿性が低いものが多い。主に以下のものがある。
- 煤煙 - 燃焼により発生。石炭や石油の燃焼により発生するフライアッシュなど。
- 粉塵 - 物の破砕等により発生。
- 土壌粒子 - 風塵・砂塵嵐により大量に発生。主にケイ素 (Si)、アルミニウム (Al)、チタン (Ti)、鉄 (Fe) などの酸化鉱物からなる。大規模なものとして、東アジアでは黄砂がある。
- 海塩粒子 - 海面から発生。主に炭酸カルシウム (CaCO3) や塩化ナトリウム (NaCl) からなる。
- タイヤ摩耗粉塵 - ゴムタイヤの摩耗により発生。
- 植物性粒子 - 植物から発生。花粉など。
- 動物性粒子 - 動物から発生。カビの胞子など。

- スパイクタイヤ粉塵 - スパイク（スタッド）による道路面の摩耗により発生。
- 宇宙塵、星間物質が宇宙から降下してくるもの。

#### 二次生成粒子
気体として大気中に放出されたものが、大気中で微粒子として生成されるものを二次生成粒子という。微小粒子が多い。普通、滞空時間は数日から数週間で、数百-数千kmを移動する。水溶性、吸湿性、潮解性が高いものが多い。
成分では、硫酸塩 (SO42−)、硝酸塩 (NO3−)、アンモニウム塩 (NH4+)、水素イオンの化合物（水素化合物）、有機化合物（多環芳香族炭化水素 (PAH) など）、また鉛 (Pb)、カドミウム (Cd)、バナジウム (V)、ニッケル (Ni)、銅 (Cu)、亜鉛 (Zn)、マンガン (Mn)、鉄 (Fe) などの金属、水を含んだもの（吸湿粒子）などからなる。
化学反応、核生成、凝縮、凝固、雲や霧を構成する水滴への溶解や蒸発による析出、微粒子同士の凝集などの生成プロセスを経る。高温環境下で凝集するもの、常温下で自ら凝集するもの、水滴に溶解して凝集するものなど様々である。
発生源は、石炭や石油、木材の燃焼、原材料の熱（高温）処理、製鉄などの金属の製錬などである。イソプレンやテルペンなど植物由来の揮発性有機化合物 (BVOC) もある。
ディーゼルエンジンの排ガス起源のディーゼル排気微粒子 (DEP) は健康への害が大きいという報告があり、社会的に問題視されている。
鉱物由来のものの中には、害が大きく厳しい法規制が掛けられている石綿などがある。

### 日本の法令での分類
日本の法令に「粒子状物質」自体の定義は存在しないが、環境基本法に基づく環境省告示（「大気の汚染に係る環境基準について」）では、浮遊粒子状物質の定義の中で「浮遊粒子状物質とは、大気中に浮遊する粒子状物質であって、（略）」として間接的に引用されている。なお、大気汚染防止法では法規制の対象である大気汚染物質として「自動車排ガスの中の粒子状物質」を指定しており、同法関連法規では粒子状物質が「自動車排ガスの中の粒子状物質」に限定して用いられるので注意を要する。

#### 浮遊粒子状物質
浮遊粒子状物質 (SPM)。大気中に浮遊する微粒子のうち、粒子径が10µm以下のもの。日本の環境基本法に基づく環境省告示の環境基準において「大気中に浮遊する粒子状物質であって、その粒径が10マイクロメートル以下のもの」と定義されているが、PM10とは異なる。粒子径10µmで100%の捕集効率をもつ分粒装置を透過する微粒子。PM6.5 - 7.0に相当し、PM10よりも少し小さな微粒子である。大気汚染の指標として日本だけで用いられる。1972年に初めて環境基準が設定されている。

## 粒子径毎の分布

ある都市大気における、粒子径別体積（濃度）分布と粒子径別個数分布。体積（濃度）は微小粒子と粗大粒子それぞれにピークを持つ二峰性の分布を示す。超微小粒子は個数が非常に多いものの、体積で見ると少ない。

多くの場合、大気中の粒子状物質の濃度は、右図の緑色の曲線のように微小粒子と粗大粒子それぞれにピークを持つ二峰性の分布を示すという特徴がある。粗大粒子の多くは一次生成粒子であるのに対して、微小粒子の多くは二次生成粒子である。大気中には、濃度（体積・重量）としては大きくないが多数の超微小粒子（エイトケン粒子）が存在しており、これらが気体成分から固体・液体成分への核生成を経て互いに凝集し微小粒子へと成長する。超微小粒子は、拡散係数が大きく、高濃度で発生しても急速に凝集して微小粒子へと移行するため、寿命が短い。

## 組成
粒子状物質の組成は場所や時期により変動する。日本では、環境省が平成22年度（2010年度）からPM2.5の全国的な平均成分分析を行い公表している。この平成23年度（2011年度）の国内全観測点平均データによると、全体16µg/m3のうち、硫酸イオンが最も多く約25%（4µg/m3）、次いで有機炭素が約18%（3µg/m3）、アンモニウムが約12%（2µg/m3）、そのほか元素状炭素、硝酸イオンなどとなっている。
東京都内一般局9地点 PM2.5組成平均値 2008年度
（濃度平均値:20µg/m3）
東京都が平成20年度（2008年度）に行った調査では、成分の季節変化や経年変化、また人為起源の成分が明らかにされている。都内の一般環境大気測定局9地点で春・夏・秋・冬それぞれ14日間ずつ抽出して平均値を算出したもので、年平均の組成は右表の割合となっている。
季節変化を見ると、春のうちPM2.5濃度が高い日に限ると、濃度が低い日に比べて硫酸イオンの濃度が高い傾向にある。夏は、光化学反応により生成されていると考えられる硫酸イオンの割合が高い一方、他の季節に比べて硝酸イオンの割合が低い。秋は、元素状炭素や有機炭素の割合が比較的高いが、農地でのバイオマス燃焼（野焼きなど）に由来するものが都市部まで飛来している可能性が指摘されている。また秋や冬は、塩化物イオンや硝酸イオンの割合が高いが、二次粒子である硝酸アンモニウムや塩化アンモニウムが低温の下で粒子の形状を保ちやすいためと考えられる。さらに秋や冬のPM2.5濃度が高い日には、硝酸イオンの割合がさらに高くなる傾向にある。
なお、平成12年度（2000年度）の測定値との比較では、濃度自体が半分程度まで減少しており、中でも元素状炭素や有機炭素、塩化物イオンの減少幅が大きかった。これは、2003年のディーゼル車規制条例による排出ガス規制や、ごみ焼却炉の改良、VOCの排出規制などの効果によるものと分析されている。
さらに、都市部と、都心から1,000km離れた太平洋上の離島である小笠原諸島・父島の測定値を比較すると、父島では元素状炭素や有機炭素、硝酸イオンの割合が都市部に比べてかなり小さく、これらの成分は主に人為起源であることが推測されるという。
大阪府が平成25年度（2013年度）に行った調査では、春や夏のPM2.5濃度が高い日のうち、大陸から気流が流れ込みやすい条件の日には、石炭の燃焼に由来するとされる鉛やヒ素、硫酸イオンの濃度が上昇する傾向が共通して見られた。また、東京と同様に夏に硫酸イオンの割合が高く冬に硝酸イオンが高い傾向がみられた。。なお、PM2.5濃度の変化における越境汚染の寄与度は大陸からの距離に関係があり、大阪・兵庫ではPM2.5濃度に対する感度が48%に上る一方、東京では26%にとどまるという調査が報告されている。
2013年度環境省調べ（宅地）
①硫酸イオン30％　②すすや黒煙17％　③アンモニアイオン13％　④硝酸塩など7％　⑤硝酸イオン7％　⑥マグネシウムイオンなど2％　⑦塩素イオン　1％

## 排出源

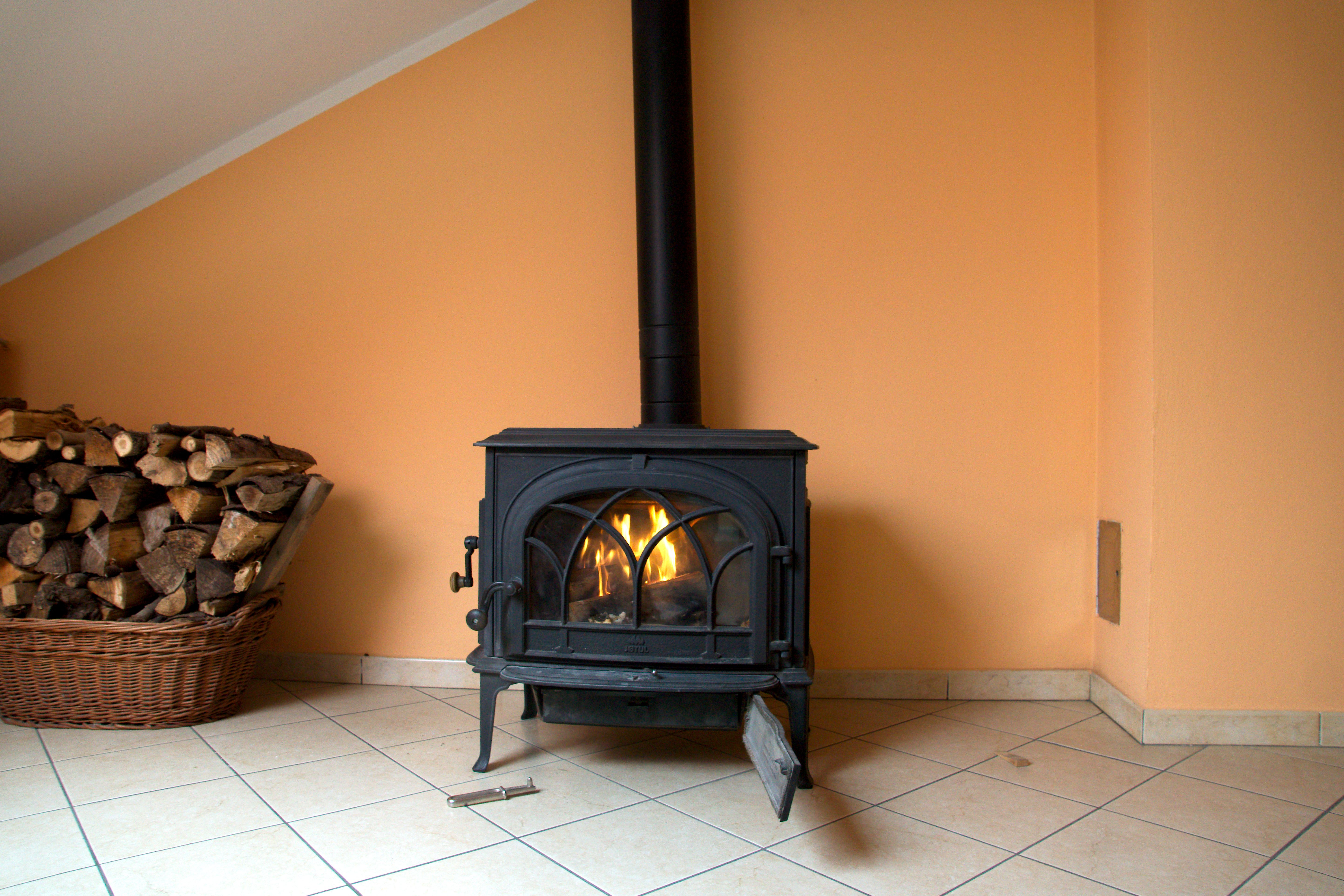
薪とウッドストーブ

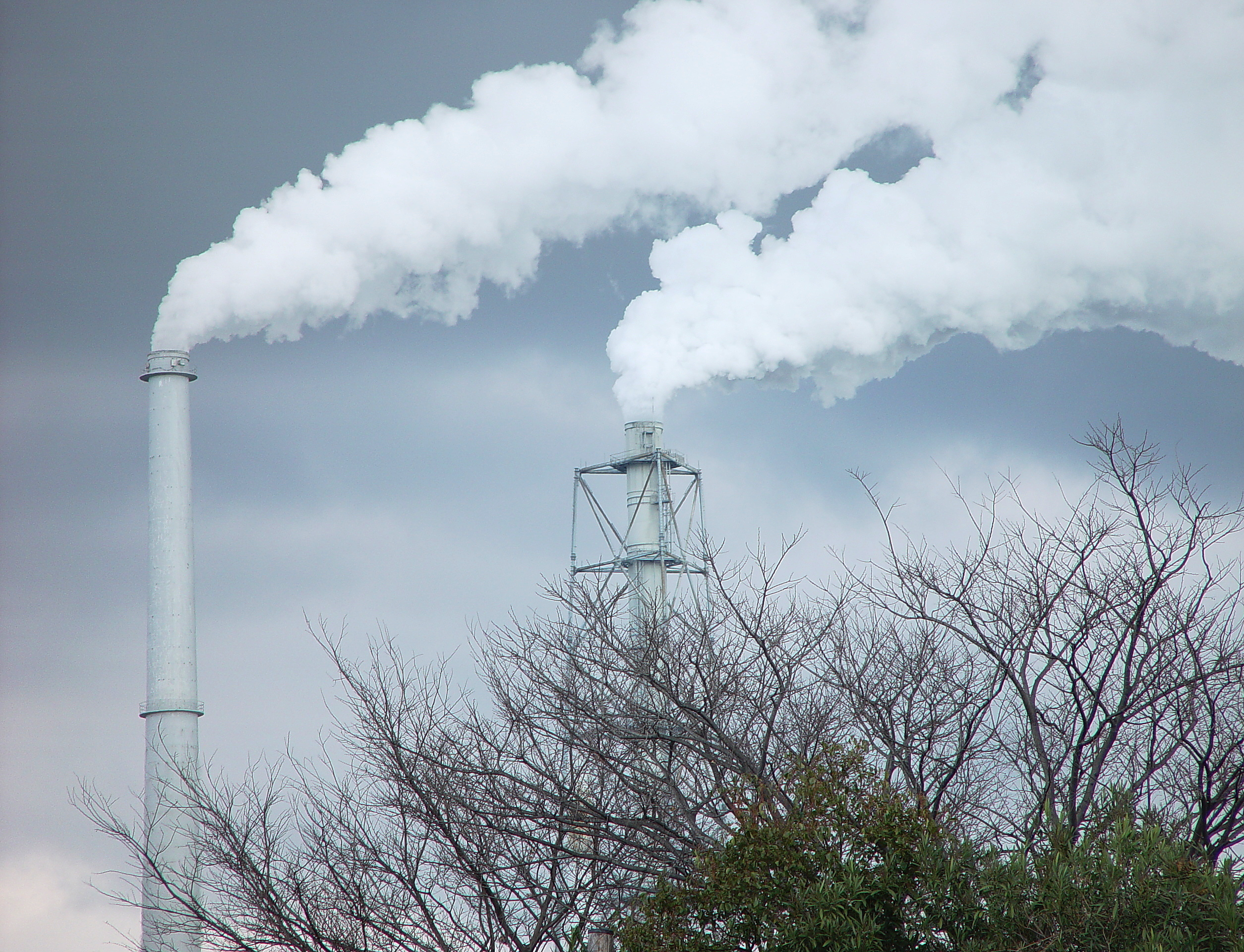
工場の煙

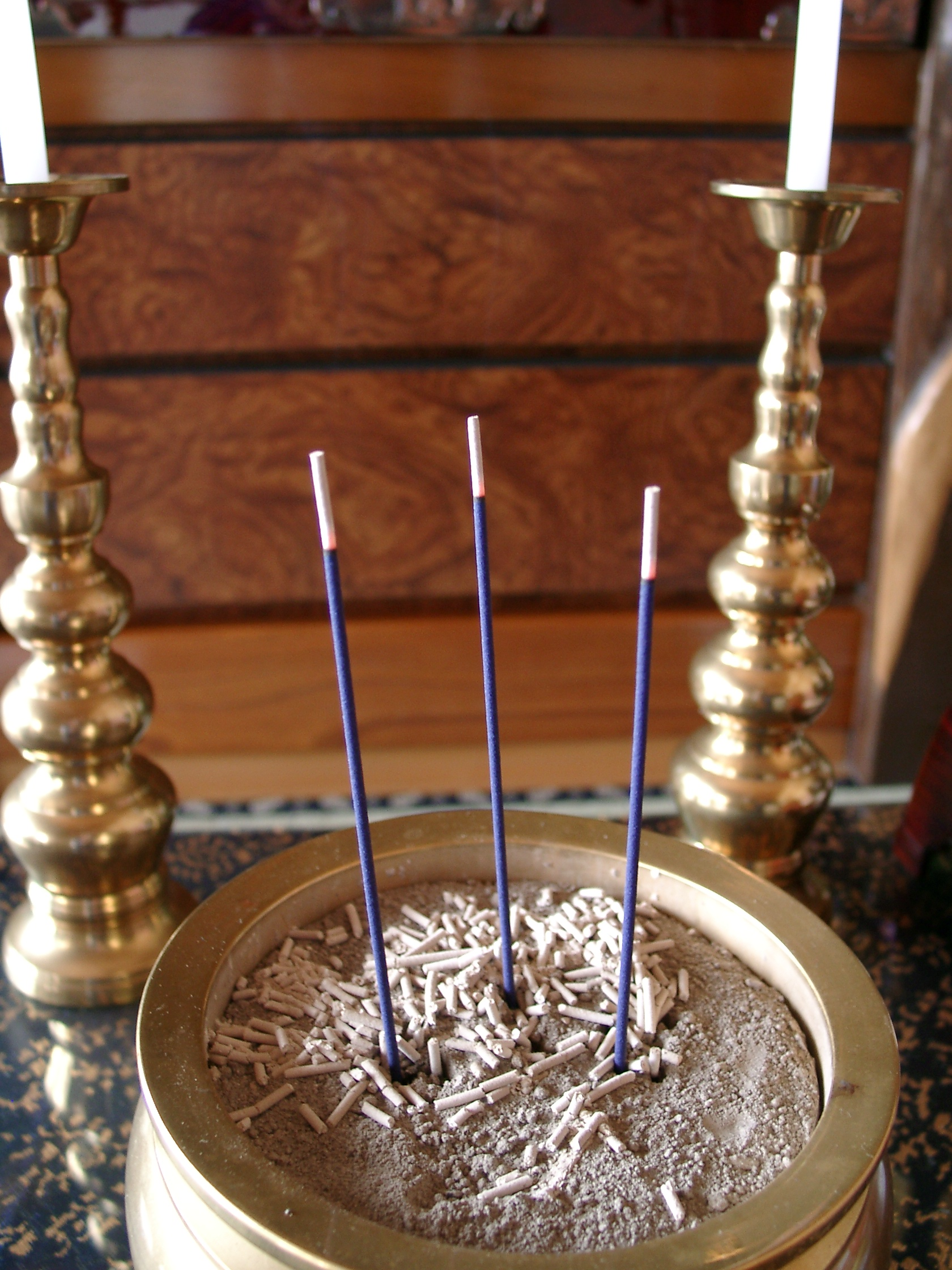
線香

### 工場、農場の野焼き
国立環境研究所の調査では、1960～1970年代においては工場が、また2000年代には中国など国外の発展途上国からの越境汚染が主なPM2.5発生源であったが、それらが改善されてきているため、現代においては相対的に国内農業の野焼きがPM2.5の大きな排出源となっていることを指摘している。

### 薪ストーブ、暖炉、かまど
薪の使用はPM2.5濃度を大きく上昇させる。フランス・アルプスでは薪ストーブ、暖炉による汚染のため、冬期に子供は屋外で遊ぶことができないほどになり、現在は使用が禁止されている。
インドの貧困層においては、熱源として薪を使用することが多く、それを燃料とするかまどが広く使われている。そのため付近の人々は非常に高濃度のPM2.5にさらされていることが課題となっている。

### 内燃機関(ディーゼルエンジン)
化石燃料を燃焼させる内燃機関の中でも、特にディーゼルエンジンの排気に多く含まれている。自動車メーカーのフォルクスワーゲンが基準未満の排気ガス処理を行い、環境基準の40倍もの有害物質を排出していた問題は、国際的に大きな非難を浴びた。

### 線香
線香は閉じた室内で燃焼するため、室内空気を大きく汚染することがわかっている。九州大学の研究では、線香の使用頻度と喘息の発症数に有意な相関が確認されている。

### 砂漠
中国や中東など砂漠に近い地域では、砂嵐によって粉塵が巻き上げられ、呼吸器疾患の原因となっている。

## 健康への影響

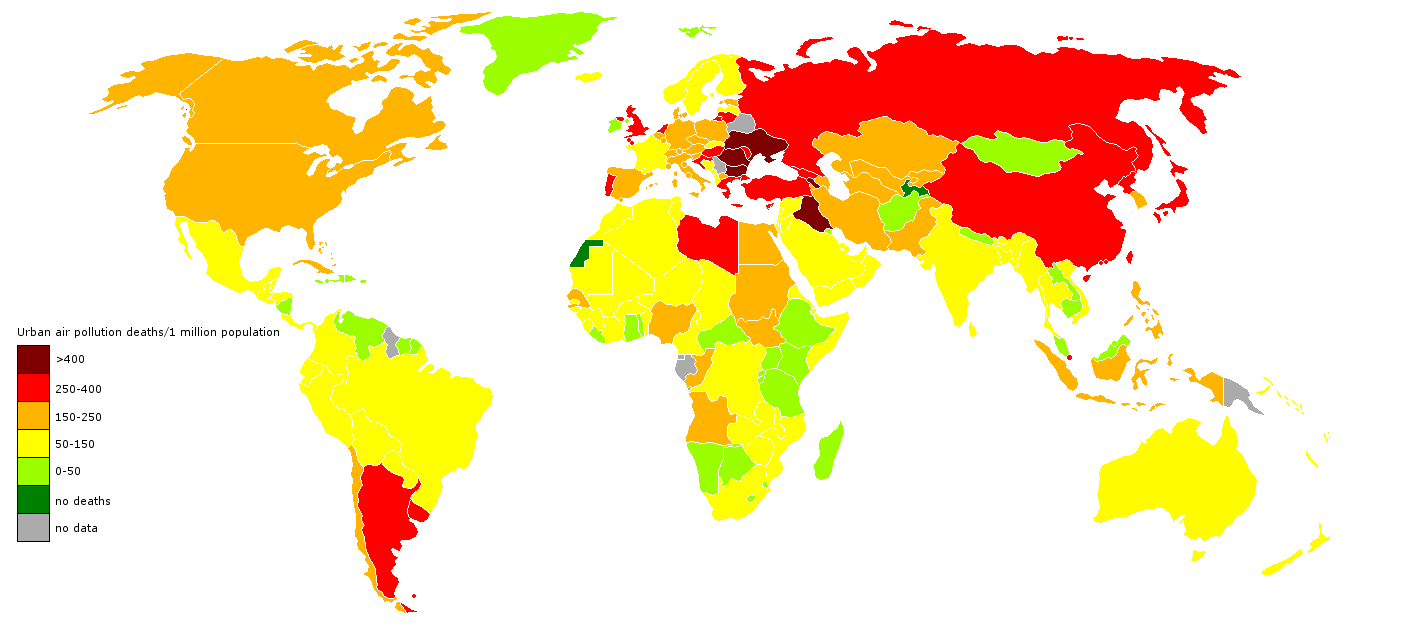
大気汚染による死者報告数（粒子状物質以外の大気汚染による死者を含む。WHO、2004年）

### 毒性学的報告

#### 沈着様態と体内での挙動
人間が呼吸を通して微粒子を吸い込んだ時、鼻、喉、気管、肺など呼吸器に沈着することで健康への影響を引き起こす。粒子径が小さいほど、肺の奥まで達する（沈着する）可能性が高いが、沈着部位は粒子径に従い複雑な変化をする。粒子径以外に粒子の形状や個人の呼吸の速度などにもよるが、概ね5µm以下になると肺胞にまで達し始める。ただし、1µmでも肺胞まで達するのは吸入量の1 - 2割のみで、残りは呼吸により再び排出される。20nm (0.02µm) 付近が肺胞への沈着が最も多く、50%程度とされる。これ以下になると、むしろ肺胞よりも上気道への沈着の方が多くなるとされる。
鼻呼吸よりも口呼吸のほうがより呼吸器の奥に沈着する傾向がある。なお、鼻・気道・肺胞などの形状は個人で異なるため個人でも差異がある。また、運動などにより換気量や呼吸数が増えると主に1 - 3µmの粒子を中心に沈着量が増える。
アメリカ環境保護庁は沈着率は年齢に関係ないという結果もあれば小児の方が成人よりもわずかに高かったという結果もあったと1996年に報告している。肺の表面積当たりの沈着量は小児の方が多いほか、鼻腔への沈着率は小児の方が低いことなども報告されている。これらをまとめた（環境省、2008年）は、小児は呼吸数や単位体重あたり換気量が大きいため肺の表面積当たりの沈着量は大きい傾向があり、「吸入粒子に対するリスクが大きい可能性がある」としている。
ただし、これらの沈着した粒子は咳、鼻汁、気道線毛運動、肺胞マクロファージ（肺胞のマクロファージ）による貪食・輸送などのクリアランス機能により次第に除去されていく。なお、吸湿性の粒子は溶解していく一方、非吸湿性（不溶性）の粒子は溶解せず粒子のまま移動する。動物における報告が多いが、人における放射性同位体をマーカーとした実験（Baileyら、1982年）によると、1.2µmの粒子で約8%、3.9µmの粒子で約40%が6日以内に除去され、長期的にはおよそ600日で半減するペースで肺から除去されている。一方、不溶性が高い粒子は長期にわたって肺に残留するものがあり、クレイリングとショイヒは2000年にモデル予測からこうした粒子の約3分の1が体内から除去されないと報告している。不溶性が高い粒子は主に黒色炭素の微粒子であることが知られている。
また、PM0.1のような超微小粒子のレベルになると肺以外への影響も懸念されるような血液への移行があるという報告もあるが、否定する報告もあり、研究途上である。
なお、粒子状物質と同時にオゾンや二酸化硫黄などの生体への刺激性のある大気汚染物質がある状態、いわゆる共存暴露による影響も報告されている。オゾンや二酸化硫黄の急性暴露により気管支に収縮が生じるが、シュレズィンガーは1995年に粒子状物質とこれらの共存暴露により下気道への粒子の沈着が促進される可能性を指摘している。

#### 呼吸器・心疾患患者、高齢者・小児のリスク
一方、呼吸器疾患、特に慢性気管支炎や肺気腫を含めた慢性閉塞性肺疾患の患者においては、健康な人よりも沈着量・沈着速度ともに大きく特に気道の病変に応じて大きくなるほか、沈着量よりも沈着速度の方が大きく増加するという研究結果がある。環境省は2008年にこれらをまとめ、「COPDでは気道閉塞により全肺、特に気管支での沈着が増加する」としている。また粒子状物質への暴露は人の気道や肺に炎症反応を誘導するほか、粒子状物質が気道において抗原反応性を高めるアジュバントとして働き喘息やアレルギー性鼻炎を悪化させる作用や呼吸器感染への感受性を亢進させる作用が実験動物で認められ、人に関しては少なくともディーゼル排気ガス (DE) やディーゼル排気微粒子 (DEP) では喘息やアレルギー性鼻炎を悪化させる可能性があると結論付けている。また循環器への影響を示す報告もあるとし、実験動物では不整脈等の心機能の変化を示す報告があり、原因としては血管系の形態変化を促進する作用、凝固・線溶系に作用して血栓形成を誘導する作用が考えられているとしている。自律神経についても、実験動物と人とで差異はあるものの影響を及ぼすことが示唆されると結論付けている。
年齢や疾患の影響について環境省は2008年に、高齢者や小児について成人よりも影響が大きいという報告は存在するものの少数であるとしている。また既往疾患を有する者については影響があることが広く認められており、レビューが進められている段階ではあるが易感染宿主、アレルギー性の喘息、肺高血圧、虚血性心疾患の患者では粒子状物質に対する感受性が高まるという報告がある。

#### 発癌性
変異原性や発癌性に関して（環境省、2008年）は、都市の大気中の微小粒子については微生物・培養細胞・動物実験から変異原性を有することは支持されるが、発がん性については動物実験での長期暴露の報告が少ないことから現段階では「実験的根拠が不足している」としている。ただし、特にディーゼル排気微粒子 (DEP) に関しては、ラットへの高濃度暴露に限り肺腫瘍への寄与が認められ、DEPそのものや含有物質の多環芳香族炭化水素 (PAH) の遺伝子障害機構が判明していることから人への発癌性は「示唆されている」としている。また、都市の大気中の微小粒子にはDEPが含まれることから都市の大気中の微小粒子についても発がん性に「関与することが示唆される」としているが、濃度や組成が場所により大きく異なることから発がん影響の判定は困難であると結論付けている。

### 疫学的報告
疫学的には、呼吸器罹患率や死亡率の増加、肺機能の低下、重い症状としては肺の毛細血管への刺激や呼吸困難、肺気腫などが知られている。また一般的に3µm以下のものは健康への影響を及ぼすとの報告がある。ラットにおける実験では、ディーゼル排気微粒子が免疫機能へ影響を及ぼしアレルギーを増悪させるという報告がある。黄砂においてもアレルギーを悪化させるという実験報告があるほか、中国、台湾、韓国では黄砂の飛来時に呼吸器疾患や心疾患、アレルギーが増加したとの論文報告が複数ある。
最も古い疫学的研究としてアメリカにおける二酸化硫黄と粒子状物質の健康影響に関する研究（1974年）等がある。1980年には「一般の大気環境の濃度範囲の粒子状物質や二酸化硫黄が健康な人に死亡を引き起こすような証拠はない」と結論付ける論文が発表されて議論となった事があるが、すでにこの時期には汚染の濃度が低下しつつあり急速な健康影響が生じなくなっていた（長期的な暴露による影響に主題が移っていった）のではないかという考察がある。その後1980年代後半から研究報告が増え、ポープとシュバルツらをはじめとして都市部で日常的に観測される濃度での死亡率との関連性を肯定する報告、長期的な暴露に関する報告が複数発表された。

#### 死亡率との相関
ドッケリーの1993年の報告やポープの1995年の報告をまとめた新田の2009年の報告によれば、「ハーバード6都市研究」と呼ばれるコホート研究の結果、PM2.5の濃度と、全死亡および心疾患・肺疾患による死亡の相対リスクとの間で、有意な関連性が認められている。また、ポープらの1995年、2002年の報告と、クルースキらの2000年の報告をまとめた新田の2009年の報告によれば、アメリカがん学会の研究を利用しアメリカの50都市30万人を対象に1989年までの7年間（追跡調査では1998年まで）行われた解析調査で、PM2.5の濃度と、全死亡および心疾患・肺疾患・肺癌による死亡との間で、有意な関連性が認められている。アメリカではこれらの研究が明らかになったことを契機にPM2.5の環境基準が設定されるに至った。日本でもSPM濃度と肺癌による死亡との関連性を示唆する研究報告がある。
各種研究をまとめた2005年のWHOメタアナリシス報告によれば、PM10が10µg/m³増加した時の1日当たり死亡率は、呼吸器疾患によるものが1.3%（95%CI値 0.5-2.0%）、心血管疾患によるものが0.9%（同 0.5-1.3%）、全死因で0.6%（同 0.4-1.8%）、それぞれ上昇する。またアメリカがん学会の調査を利用したポープらの研究 ("ACS CPS II", 1979–1983) によれば同じくPM10が10µg/m³増加した時の長期的な死亡率は、心肺疾患で6%（95%CI値 2-10%）、全死因で4%（同 1-8%）、それぞれ上昇する。
粒子径の大小による健康影響の差異に関して、2008年の環境省の報告書では、PM2.5の方が調査が少なく統計的に有意である頻度が低かったものの、PM10とPM2.5共に死亡率（全死因）と正の関連があるとした。またその影響の推定値（増加濃度当たり死亡率過剰リスク）を、PM10においては濃度50µg/m³当たり約1～8%（複数都市調査では50µg/m³当たり約1.0～3.5%）、PM2.5においては濃度25µg/m³当たり約2～6%（複数都市調査では25µg/m³当たり約1.0～3.5%）、SPMにおいては濃度25µg/m³当たり約0.5～2%（呼吸器系死亡に限ると25µg/m³当たり約1～3%）とまとめている。
10 - 2.5µmの大きな粒子の健康影響については、PM10はPM2.5を包含するため、PM10ではなく"PM10-2.5"について調査が行われている。"PM10-2.5"についてもPM10やPM2.5と同様の結果を示す例が報告されているが、十分な調査が揃っていないため、"PM10-2.5"の大きな粒子が単独で健康影響を持つかどうか、持つとすればどの程度なのか結論を出していない。
どの程度の濃度範囲であれば安全かという閾値については知見が不足しているとされ、アメリカ環境保護庁の2004年と2005年の報告では、諸研究において観測される大気中の粒子状物質濃度の範囲では、濃度と死亡率の間に明確な閾値があるという証拠は示されないとした。

#### 健康影響の推計値
定量的な推計報告の主な例として、1990年において大気浄化法による規制がなかった場合と比較して年間184,000人が助かったとの推計（アメリカ環境保護庁、1997年）、PM10への短期暴露により8,100人が死亡しているとの推計、ディーゼル排気による発癌を被る人は年間5,000人余りとする推計などがある。

### 健康影響への対策

#### 監視・予測
各国や地域では、他の大気汚染物質と並んでPM10、PM2.5、SPM（日本）などの、環境中の濃度の観測値や予測値を発表している。
環境中の濃度は屋外の大気を代表したいくつかの観測地点における値である。一方、人に健康影響を与える粒子状物質は、屋外だけではなく屋内も含めた様々な場所の空気に含まれ、それぞれの場所での暴露の量は地域・社会・個人により異なる。ただ、道路沿いなど発生源の近くを除けば、概ね屋外と屋内の濃度は同じか、屋内の方が少し低いという研究結果が得られている。また多くの研究において、屋外よりも屋内、PM10よりもPM2.5のほうが、それぞれ個人の暴露影響との相関性が大きいとされている。こうしたことから1990年代後半からPM2.5の環境基準が導入され監視が行われている。また、10µmより大きな粒子はほとんどが鼻や喉咽頭などの上気道で捕捉され大気中でも比較的速く落下する一方、10µmより小さな粒子は下気道や肺胞での沈着が多く大気中でも落下が遅く長く滞留する事などから、PM10（日本に限ってはSPM）の環境基準も引き続き運用され監視が行われている。

#### 高濃度汚染への対策
高濃度汚染への対策の一例としては、汚染への暴露をできる限り低減することが基本とされ、具体的には手洗い、うがい、屋内では窓や戸を閉めて隙間を塞ぐ措置、屋外ではマスクの着用などが挙げられる。汚染の激しい日は外出を避ける、寝室などの長時間滞在する部屋に空気清浄機を設置するなどの対応もある。また子供は汚染に対するリスクが高いことから、幼稚園や学校では、汚染の激しいときに屋外活動を制限する対応が取られる（北京市の例）。
マスクに関しては、PM2.5に限ると、通常のマスクは製品ごとに性能に差異がある。高性能の防塵マスク（N95やDS1以上など）は、フィルター自体は高性能のため粒子の吸入を低減する効果があるものの、適切な着用方法でなければ期待されるような効果が得られない。個々人の顔の大きさにあったものを選ぶ、空気が漏れないようにする検討が必要となる。また息苦しさを感じやすいので、長時間の使用には適さない。
空気清浄機に関しても、メーカーや製品により性能に差異があり、環境省の専門家会合報告書は製品表示を確認したり、販売店やメーカーに確認したりするよう勧めている。
大韓民国では、人工降雨により大気中の汚染物質を洗い流すことを計画。2019年1月25日、飛行機からヨウ化銀を散布して、降雨を発生させようと試みたが失敗に終わっている。

## 建造物や気象などへの影響
自然環境や人間以外に与える影響としては、含有物質にもよるが金属の腐食、塗装面の劣化、彫刻などの芸術作品や人工構造物の劣化などの物理的被害、降雨へ取りまれて酸性雨の発生に寄与する間接的影響が挙げられる。また、煙霧の原因物質として視程を悪化させる作用、凝結核として働き雲を生成する作用、雪の表面に堆積し太陽光を吸収する作用、大気中のエアロゾル粒子として働き太陽光を吸収する作用（日傘効果、地球薄暮化）による気候への影響も考えられている。

## 測定

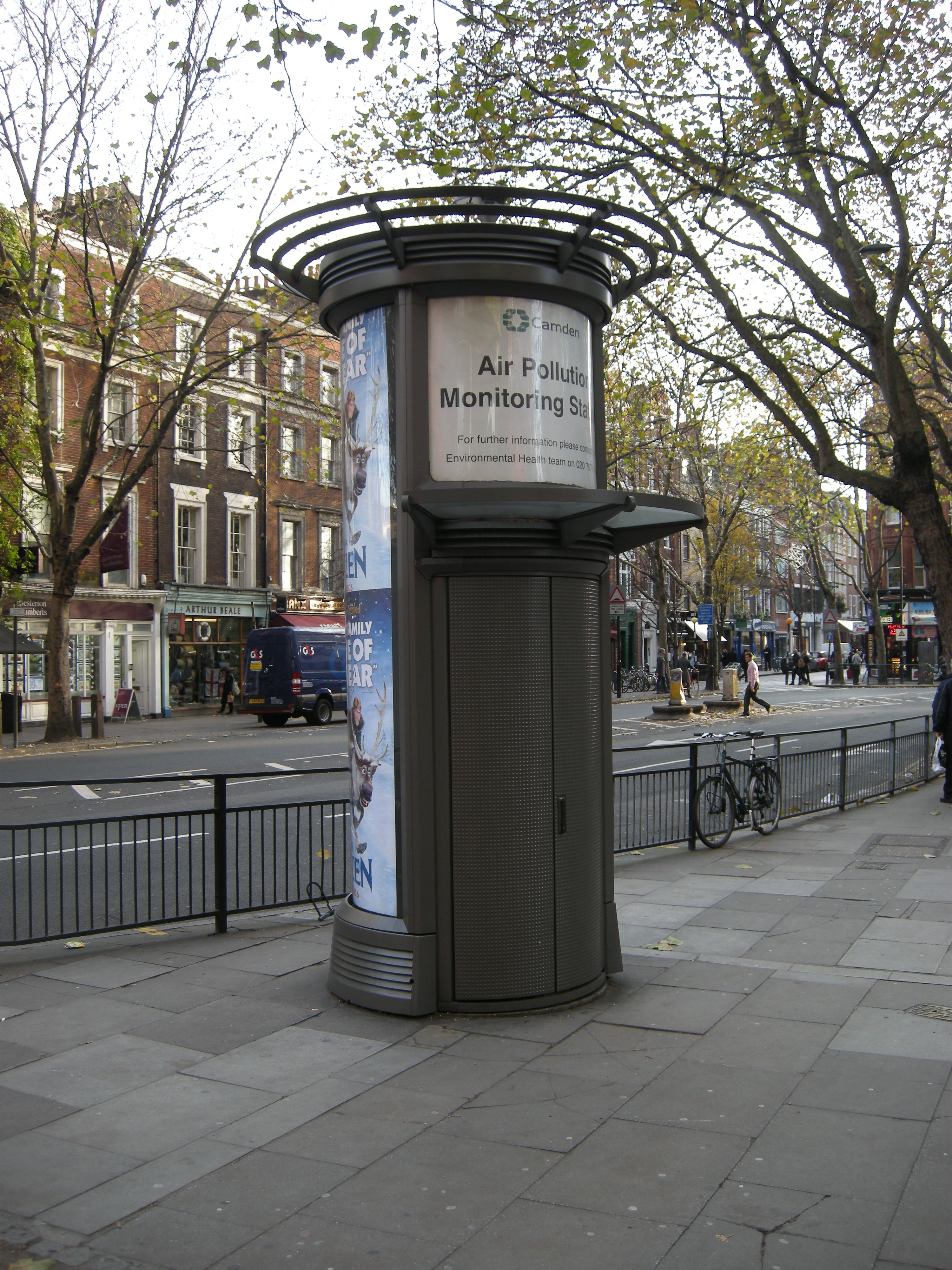
街中に設置された大気汚染測定器

SPM、PM10、PM2.5の測定法は主に、大気を吸引してフィルタ上に粒子を集め電子天秤でその重量を測定する「フィルタ法」と、同様に集めた粒子にベータ線を照射してその透過率から重量を測定する「ベータ線吸収法」、フィルタ経由でカートリッジに集めた粒子を振動により重量測定する「フィルタ振動法」(TEOM) がある。日本ではSPMの環境基準が設定された1973年以来、ロウボリウムエアサンプラと呼ばれる測定器を用いて「フィルタ法」で測定が行われている。

## 各国の動向

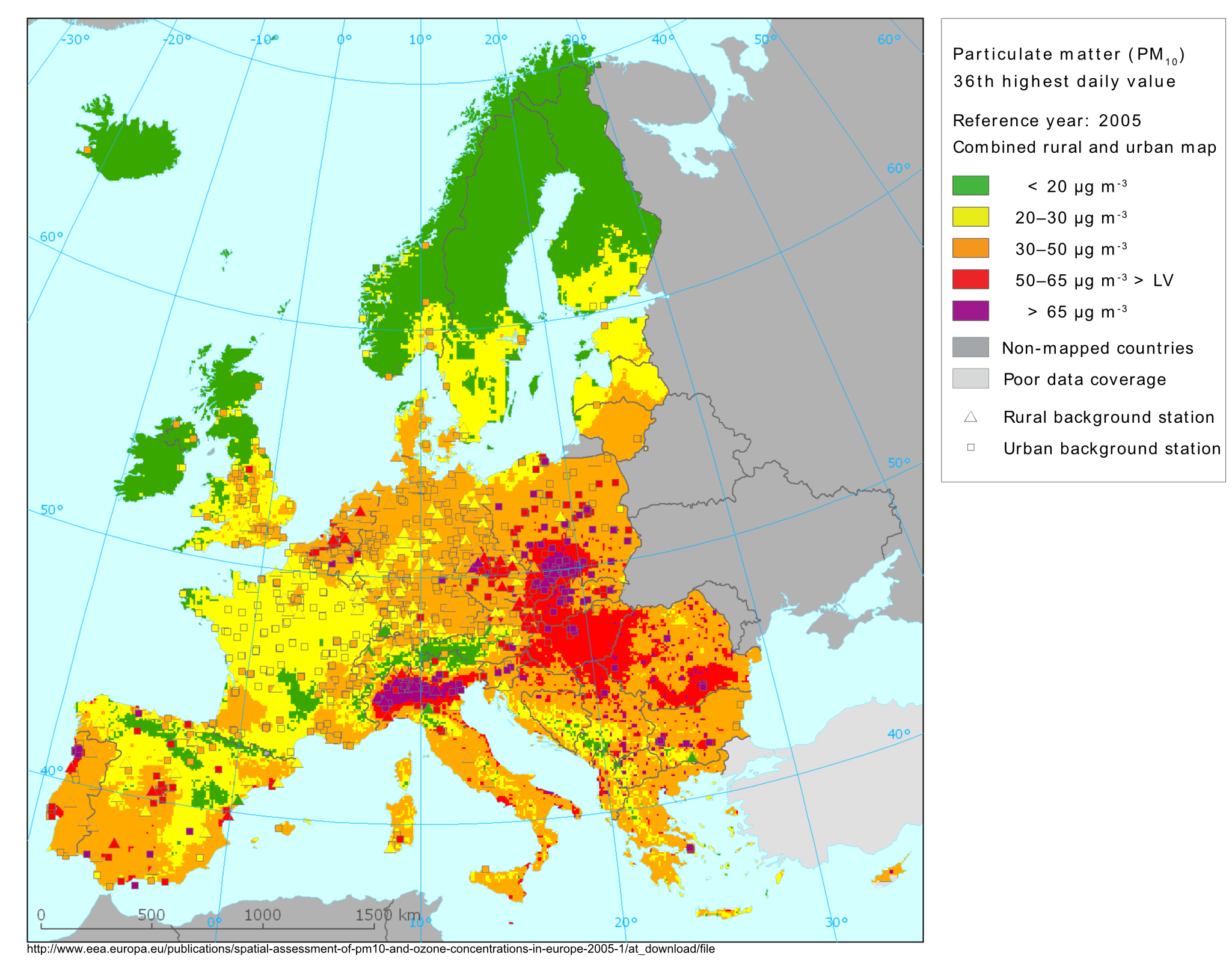
EU各国のPM10、24時間値の年平均値の90パーセンタイル値（2005年、欧州環境機関）

各国の環境基準と規制の動向について解説する。

### WHO
世界保健機関 (WHO) は、公衆衛生の進展度が異なる各国が環境基準を定める際のガイドラインとして、粒子状物質を含む「大気質指針」と暫定目標を定めている。1987年にWHO欧州地域事務局がヨーロッパのガイドラインを定めて以降、健康影響に関する評価を進めて世界全体を対象としたガイドラインに拡張し、2006年10月 - 2007年3月にかけて公表した。以下のような構成となっており、最終的には「大気質指針」が理想であるが、各国の状況も尊重され、これと異なる独自の基準を設定することを妨げるものではないと表明している。なお、下表の24時間平均は、99パーセンタイル値（この値を超えない日は年間365日のうち99%、超える日は1%=3日間まで）。
| PM10  | 24時間平均 50µg/m³ 年平均 20µg/m³ |
| PM2.5 | 24時間平均 25µg/m³ 年平均 10µg/m³ |

|       | 暫定目標1                          | 暫定目標2                          | 暫定目標3                           |
| ----- | ---------------------------------- | ---------------------------------- | ----------------------------------- |
| PM10  | 24時間平均 150µg/m³ 年平均 70µg/m³ | 24時間平均 100µg/m³ 年平均 50µg/m³ | 24時間平均 75µg/m³ 年平均 30µg/m³   |
| PM2.5 | 24時間平均 75µg/m³ 年平均 35µg/m³  | 24時間平均 50µg/m³ 年平均 25µg/m³  | 24時間平均 37.5µg/m³ 年平均 15µg/m³ |

### アメリカ
大気浄化法により1971年に初めて環境基準が設定された。当初は全浮遊粒子状物質 (TSP) の値を定めていたが、1987年の改訂でPM10に変更、1997年の改定でPM2.5の値が追加されている。現在の基準は以下の通り。
| PM10  | 24時間平均 150µg/m³（超過は年1回まで）                                                                                |
| PM2.5 | 24時間平均 35µg/m³（年平均値の98パーセンタイル値の3年間平均値） 年平均 15µg/m³（年平均値の3年間平均値。緩和規定あり） |

また、PM10やPM2.5の濃度に応じた6段階の空気質指数 (AQI) が設定されていて、主要都市では当日から翌日の予報も行われて、指数とその区分に対応する健康影響や注意事項が併せてメディアで伝えられる。

### EU
ヨーロッパでは各国が独自に基準を定めている。EU広域では、1980年に当時のECが浮遊粒子 (SP) の環境基準の値を定め、1990年にPM10の値を設定している。現在、「Directive（EU指令） 2008/50/EC」では、以下のような基準を定めている。
| PM10  | 24時間平均 50µg/m³（超過は年35回まで） 年平均 40µg/m³ |
| PM2.5 | 年平均 25µg/m³                                        |

### 日本

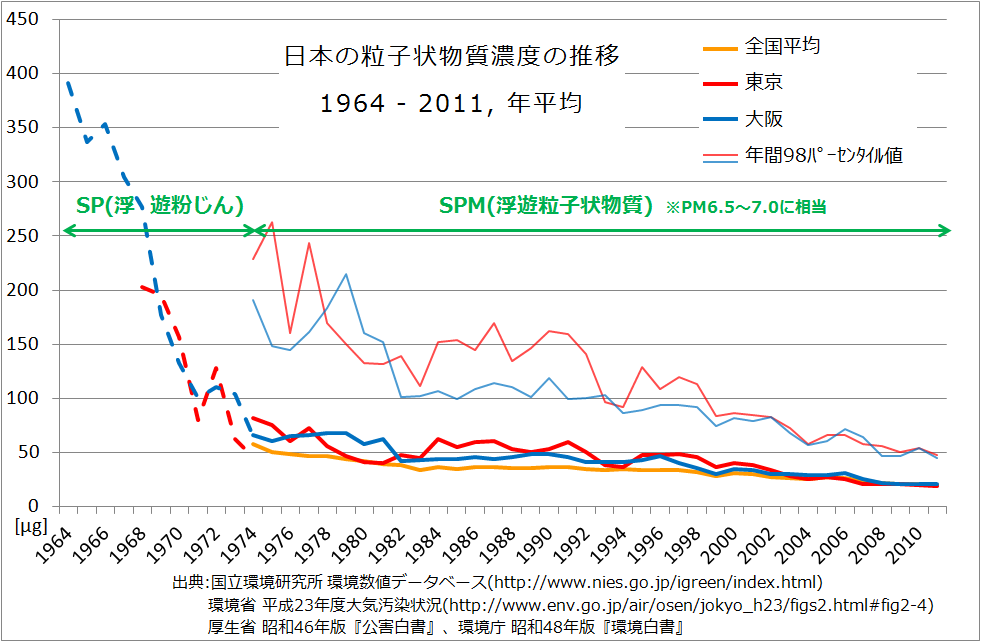
東京、大阪、全国平均におけるPM（浮遊粉じん）とSPM（浮遊粒子状物質）濃度の推移、1964-2011年、環境省ほかによる

日本では1967年（昭和42年）制定の公害対策基本法において環境基準を設定すべきと定め、1972年（昭和47年）に浮遊粒子状物質 (SPM) の基準を初めて設定した（昭和47年1月環境庁告示第1号「浮遊粒子状物質に係る環境基準について」）。
翌1973年、他の大気汚染物質を含む告示に拡張（昭和48年環境庁告示第25号「大気の汚染に係る環境基準について」）、その後も何度か改正され、準拠法も環境基本法へと変わった。
一方、欧米では1990年代にPM2.5の基準が設定されたが、日本ではその検討が遅れていた。2007年に和解が成立した東京大気汚染訴訟においてPM2.5への対策が言及されたことを受け、中央環境審議会において検討が進められ、2009年に基準が初めて設定された。現行では環境省告示として、浮遊粒子状物質と微小粒子状物質 (PM2.5) の基準を定めている。
| SPM   | 1時間値の1日平均値0.10mg/m³（100µg/m³相当）以下、かつ1時間値が0.20mg/m³（200µg/m³相当）以下であること（1973年5月8日告示・現行1996年改正版「大気の汚染に係る環境基準について」）。 |
| PM2.5 | 1年平均値が15µg/m³以下、かつ1日平均値が35µg/m³以下であること（2009年9月9日告示・現行「微小粒子状物質による大気の汚染に係る環境基準について」）。                                  |

基準を上回る状態が継続すると予想されるときは、大気汚染注意報を発表して排出規制や市民への呼びかけを行うことが大気汚染防止法で規定されている。また、自動車NOx・PM法でも三大都市圏の中心地域において一部の自動車に排ガス規制措置が執られている（自動車排出ガス規制）。
| SPM | 注意報                       | 1時間値2.0mg/m³（2,000µg/m³相当）以上が2時間継続した場合。 |
| SPM | 重大警報・重大緊急時警報など | 1時間値3.0mg/m³（3,000µg/m³相当）以上が3時間継続した場合。 |

高度成長期以降、度重なる規制強化がなされたが、著しいモータリゼーション（特にトラック輸送による物流の比率の相対的増加や乗用車のRV化などが大きな原因となったといえる）に規制が追いつかず、バブル景気までは、悪化の一途をたどってきた。2003年10月1日から、東京都・埼玉県・神奈川県・千葉県でディーゼル車規制条例により、排出ガス基準を満たさないディーゼル車の走行規制が始まった。この規制強化により、自動車NOx・PM法対象地域では、2002年から2004年にかけてSPMの環境基準達成率が大きく上昇、2008年 - 2010年の3年間は99%以上となっているが、年により環境基準が達成できない地点もある。
平成20年度（2008年）の環境省発表による国内全測定局のSPM濃度の年平均では、自動車排出ガス測定局（自排局）で昭和49年（1974年）に0.16mg/m³を超えていたものが翌年に0.09mg/m³以下に漸減、以後緩やかに減少し平成13年（2001年） - 平成20年（2008年）まで0.04mg/m³以下を維持している。また一般環境大気測定局（一般局）で0.06mg/m³近くだったものが緩やかに減少し昭和56年（1981年）以降は0.04mg/m³以下、平成13年（2001年）頃 - 平成20年（2008年）まで0.03mg/m³以下を維持している。また同発表における平成20年度（2008年）の環境基準達成率は自排局99.3%、一般局99.6%だった。
2013年の1月から2月にかけて中国北京などで発生した大規模な大気汚染は記録的なPM2.5の値とともに日本でも報じられると同時に、越境汚染によるとみられる高い測定値が実際に観測された。中国の汚染と同時期に、九州北部のいくつかの地点で環境基準（日平均値）の3倍程度の1時間値を観測するなど、西日本で一時的に高濃度のPM2.5が観測された。市民の関心が高まったことにより、少なくとも2月8日時点で、環境省・国立環境研究所が運営する大気汚染広域監視システム「そらまめ君」のウェブサイトがアクセス困難になる事態となり、環境省は2月12日にPM2.5の特設ページ「微小粒子状物質(PM2.5)に関する情報」を設置した。2月には自治体独自の情報提供を検討・開始するところも出た。
環境省は、2013年2月に専門家会合を開催して、PM2.5の注意喚起に関する暫定的な指針を決定し、今後も知見が得られれば適宜見直しを行うとした。越境汚染に対しては国内法に基づく強制力のある措置（排出企業への命令や交通制限など）の効果が期待できず、また汚染源の解明が不十分である事を理由として、法令により都道府県に注意報等の発表と排出削減措置が義務付けられているSPMとは異なり、あくまで暫定的な指針となった。なお、2013年1月の日本国内平均値は2011・2012年と比較して、とりわけ高いわけではなかったが、会合では西日本で見られた一時的な濃度上昇に関して、中国大陸からの越境大気汚染の影響があったとしている。
|       |          | 暫定指針値 | 行動の目安 |
| PM2.5 | レベルI  | 日平均値70µg/m³以下（1日のなるべく早い時間帯のうちに左記の値に達する事を判断するための値として、1時間値85µg/m³以下）。 | 特に行動を制約する必要はないが、高感受性者（呼吸器疾患や循環器疾患を持つ人、小児、高齢者など）は健康への影響がみられる可能性があるため、体調の変化に注意する。 |
| PM2.5 | レベルII | 日平均値70µg/m³超過（1日のなるべく早い時間帯のうちに左記の値に達する事を判断するための値として、1時間値85µg/m³超過）。 | 不要不急の外出や屋外での長時間の激しい運動をできるだけ減らす。高感受性者は、体調に応じて、それ以外の人より慎重に行動することが望まれる。                       |

| 福岡市PM2.5予測情報 | 条件 | 行動の目安 |
| ------------------- | --- | --- |
| 福岡市PM2.5予測情報 | 日平均値35µg/m³超過が予測されるとき（福岡市内8測定局の午前6時の1時間値の平均値が39µg/m³を超過した時）。 | 健康影響の対策として、外出するときのマスク等の着用、帰宅時の洗眼やうがいを奨励。また生活影響への対策として、洗濯物等はできるだけ外に干さない、空気の入れ替えを控える、車の運転時は窓を閉める、洗車を後日に延期することを、それぞれ奨励。 |

### 中華人民共和国
中華人民共和国では、1982年に初めて全浮遊粒子状物質（TSP、100µm以下）と浮遊粒子（PM10に相当）の環境基準を設定、2度改正され2012年改正（2016年施行予定）の国家標準GB 3095-2012「环境空气质量标准」（環境空気質基準）ではPM2.5の基準も追加された。2009年同国政府発表の「中国環境状況公報」では、全都市中でPM10の二級基準を達成した都市が84.3%であった。
|                                                                | 一級                                                       | 二級                                                       | 三級                                                        |
| -------------------------------------------------------------- | ---------------------------------------------------------- | ---------------------------------------------------------- | ----------------------------------------------------------- |
| TSP                                                            | 24時間平均 0.12mg/m³ (120µg/m³) 年平均 0.08mg/m³ (80µg/m³) | 24時間平均 0.3mg/m³ (300µg/m³) 年平均 0.2mg/m³ (200µg/m³)  | 24時間平均 0.5mg/m³ (500µg/m³) 年平均 0.3mg/m³ (300µg/m³)   |
| PM10                                                           | 24時間平均 0.05mg/m³ (50µg/m³) 年平均 0.04mg/m³ (40µg/m³)  | 24時間平均 0.15mg/m³ (150µg/m³) 年平均 0.1mg/m³ (100µg/m³) | 24時間平均 0.25mg/m³ (250µg/m³) 年平均 0.15mg/m³ (150µg/m³) |
| 一級は都市部、二級は半農半牧畜の地域、三級は農業や林業の地域。 |                                                            |                                                            |                                                             |

| | 一級                               | 二級                                |
| --- | ---------------------------------- | ----------------------------------- |
| TSP | 24時間平均 120µg/m³ 年平均 80µg/m³ | 24時間平均 300µg/m³ 年平均 200µg/m³ |
| PM10 | 24時間平均 50µg/m³ 年平均 40µg/m³  | 24時間平均 150µg/m³ 年平均 70µg/m³  |
| PM2.5 | 24時間平均 35µg/m³ 年平均 15µg/m³  | 24時間平均 50µg/m³ 年平均 35µg/m³   |
| PM10とPM2.5は国内全域対象、TSPは地方政府が実情に応じて個別に導入すると規定されている。 なお、北京・上海など76の主要都市では2012年末から前倒しで適用されている。 |                                    |                                     |

中国の粒子状物質濃度は経済発展なにより、資料が確認できる1990年頃には、すでに深刻なレベルに達していた。例えば、上海市における1990年のPM10の年平均濃度は350µg/m³を超えており、WHO暫定目標で最も緩い暫定目標1の5倍以上であった。この値は年々減少し、2001年-2008年の間は、年平均100µg/m³前後の水準にあるが、依然として暫定目標1よりも高い。また、北京市におけるPM10年平均濃度も、2000年-2011年の12年間に減少傾向にあるものの、100µg/m³強の水準にあって、こちらも依然として暫定目標1より高い。このように中国の粒子状物質濃度は数十年来高い水準にあるが、中国では粒子状物質以外の大気汚染物質、急性の健康被害を起こす二酸化硫黄やオゾンの発生源となる二酸化窒素の方が、どちらかと言えば影響度が大きい。
このような中、粒子状物質による大気汚染の深刻さを浮き彫りにしたのが、2011年11月に北京市にある駐中華人民共和国アメリカ合衆国大使館が始めた独自観測値の公表である。同大使館は独自にPM2.5や空気質指数(AQI)の監視を行い、Twitterで公表を開始した。翌2012年5月には上海市のアメリカ合衆国総領事館も同様の公表を開始した。これにより、中国の行政当局が発表している値とアメリカ大使館の値との乖離が比較されて、インターネット上で騒ぎとなり、中国政府が公表を差し止めるよう要求する事態となった。その後に中国当局は、方針を変えて測定・発表を始めている。
そもそも、中国では北京市がある華北地方を中心として、暖房用燃料の使用が増える冬季に大気汚染が悪化する傾向があり、2011年12月や2013年1月に激しい汚染が発生して、高濃度の粒子状物質が観測されている。はじめ当局は数値を公表せず、汚染について国営メディアは「濃い霧」と報じていた。
2013年1月の大気汚染は「1961年以来最悪」（在中華人民共和国日本国大使館）、「歴史上まれにしか見られないほど」（中国気象局）とされるレベルで、風が弱かったため10日頃から始まった激しい汚染はおよそ3週間も継続し、呼吸器疾患患者が増加したほか、工場の操業停止や道路・空港の閉鎖などの影響が生じた。1月12日には北京市内の多くの地点で、環境基準（日平均値75µg/m³）の10倍に近い700µg/m³を超え、月間でも環境基準（同）を達成したのは4日間だけとなり、北京市の日本国大使館によれば143万km2・8億人、中国環境保護部によれば中国国土の4分の1・6億人に影響が及んだ。
北京市ではPM10も、2012年の年平均値が109µg/m³で環境基準（年平均値70µg/m³）を超過している。この汚染の様子は他国にも報じられ、韓国や日本への越境汚染が懸念される事態となった。例えば日本では、報道により国民の関心が高まり、2013年2月になって既存の環境基準に加えて、環境省が「注意喚起のための暫定的な指針」を設ける事態となった。
中国共産主義青年団の機関紙『中国青年報』の世論調査（2013年1月、31省市約3,000人対象）では、中国国内で大気汚染によって生活に影響が出ていると答えた人は9割を超え、約4割が外出時にマスクをつけるなどの対策をとっているという。北京大学の研究（2012年）によると北京・上海・広州・西安の4都市でPM2.5に起因する死者は年間約8,000人で、世界銀行・中国環境保護部（2007年）によるとPM10を中心とする大気汚染による死者は中国全土で年間約35～40万人(2010年には123万人の中国人がPM 2.5などの大気汚染が原因で健康を損ない亡くなったとも発表されている。)と推計されている。経済誌『財経』に掲載された上海復旦大学教授の分析でも2006年の1年間で大気汚染に起因する死者は113都市で30万人、経済損失は3,414億元（約5兆1,000億円）とされている。
PM10やPM2.5の濃度上昇の原因は、石炭の燃焼による排気成分や、自動車排気、煤煙などと分析されている。特に、石炭は中国では依然として発電用燃料の主力であり、家庭でも暖房用燃料に広く用いる。自動車も保有台数が年々増えており、北京市の例をとっても2012年末時点の保有台数500万台という数は2008年から僅か4年間での倍増である。これに、ガソリン中の硫黄分の規制値が日欧の15倍という緩さが拍車を掛けているという見方がある。旧暦で新年を迎える際（春節1月前半～2月前半）の慣習で一斉に用いられる爆竹の煙も汚染源となっており、例えば北京ではPM2.5が2012年1月23日午前1時に前日の80倍の1,593µg/m³に急上昇した後、朝には約40µg/m³まで低下している。
この状況について、大気汚染対策が全国人民代表大会の主要な議題になるなど当局の問題意識は高まっているが、市民は対策が不十分と感じている事が報じられている。北京市の対策例を挙げると、自動車排気ガス基準の厳格化、石炭ボイラーの改造やガス化（石炭からガスへの転換を「煤改気」という）、電化（石炭から電気への転換を「煤改電」という）、植林などが掲げられている。

### 大韓民国
2010年代、大韓民国の大気汚染は、深刻の度合いさを増した。2019年3月に国際的な調査機関が発表したデータによれば、韓国の微小粒子状物質（PM2.5）の汚染度は、経済協力開発機構加盟国の中で2番目に高い状態となっている。韓国国立環境科学院は、2019年1月11日から15日にかけたソウル首都圏の粒子状物質について、69%－82%が国外からの影響であったとする分析結果を発表している。
2019年2月、中国は韓国との環境相会談の中で、韓国メディアが粒子状物質増加の原因を中国に求める姿勢に不満の意を表明。中国の責任を事実上否定する趣旨の発言を行った
韓国では、大気汚染対策が喫緊の社会問題と化しており、政府は対応に苦慮している。韓国語で「超微細粉塵（チョミセモンジ）」と呼ばれる微小粒子状物質（PM2.5）が季節風に乗って黄海から上空から飛んでくると急激に悪化する。2019年1月には3日間にわたって大気汚染レベルが急上昇し、韓国気象庁（KMA）は1月25日、飛行機からヨウ化銀を散布して人工的に雨を降らせ、大気中のPM2.5を洗い流せるかを確認する実験を行った。しかし、弱い霧雨が数分だけ確認されたものの、「有意な降水量は観測されなかった」という結果に終わった。

### インド
インドの大気汚染も、他の途上国と同様に深刻で、粒子状物質の濃度も世界最悪水準にある。首都ニューデリーにおける2010年のPM10の年平均濃度は259µg/m³、デリー首都圏数か所における2011年のPM2.5の年平均濃度はいずれも100µg/m³以上と、中国と同程度あるいはより深刻な水準にあると考えられている。
インドにおいても、汚染の原因は石炭などの燃料の燃焼、自動車排気ガスが大きな割合を占めるが、薪や炭、牛糞など、熱効率が悪い原始的な燃料の燃焼によるものが比較的多いという特徴がある。行政当局もモニタリングを行ったり、公共交通の圧縮天然ガス(CNG)化推進、ディーゼル車の推進、デリー・メトロの整備などの対策を行っているが、著しい人口増加もあり、デリーでは近年（2008年 - 2010年）でも、PM10年平均濃度が上昇している。

### バングラデシュ
大気汚染情報提供世界大手スイスIQAirの発表によると、2018年の世界で最もPM2.5濃度が高かった国はバングラデシュであった。都市別ではインド・グルグラム（旧名グルガオン）で、若年死亡者の死因で世界第4位の規模。年間700万人以上が死亡している。また、疾患により奪われている労働力は年間2,250億米ドル（約25兆円）にも上る。IQAirは、測定している世界3,000都市以上の2018年のPM2.5汚染を分析。測定対象となった73カ国のうち86%は、世界保健機関（WHO）指針の10µg/m3を達成できておらず、50%はPM2.5濃度がWHO指針よりも3倍も高かった。

### シンガポール
シンガポール・マレーシアにおけるヘイズ（インドネシアからの煙害）では、高濃度のPM2.5も観測されている。2015年10月には、シンガポールの一部地域で、1平方メートル当たり400マイクログラムを超える事態となった
。